# Dufourea mandibularis
Dufourea mandibularis là một loài Hymenoptera trong họ Halictidae. Loài này được Popov mô tả khoa học năm 1959.